# Le Poste colonial
Le Poste colonial est une station de radiodiffusion généraliste française d’État en ondes courtes destinée à l'empire colonial français en activité du 30 avril 1931 au 22 mars 1938.

## Histoire
La France possède encore dans les années 1920-1930 de nombreuses colonies formant l'empire colonial français. La radiodiffusion, qui se développe en France depuis 1922, est alors vue comme un formidable moyen de diffuser des informations, tant au niveau politique, qu’économique et éducatif, et de tenir informé les colons des nouvelles de la capitale. Ainsi, au cours du Congrès national de la radiophonie, qui se tient à Paris du 14 au 16 novembre 1929, une commission des Colonies et de la Marine marchande, présidée par Alcide Delmont, sous-secrétaire d'État aux Colonies adopte le principe d'équiper le poste de la tour Eiffel pour atteindre toutes les colonies françaises, de créer un nouveau poste national d’émissions spécialisées dans la radiodiffusion coloniale, susceptible en fonctionnant en permanence de couvrir le monde entier d’émissions françaises aux heures les plus favorables à la réception, et dont le fonctionnement serait assuré en accord avec les ministères des Affaires étrangères, des Colonies et les associations coloniales, de créer un poste local d’émission fonctionnant sous le contrôle du représentant de la France dans chaque groupe de colonie où le besoin s'en ferait sentir et de concevoir ces nouveaux postes suivant un plan d’ensemble.
Faisant suite aux déclarations de principe, la France, qui ne dispose pas encore d'émetteur ondes courtes, mène des tests de diffusion sur ondes courtes depuis la tour Eiffel entre 1929 et 1930. Le projet de création d'un poste de radiodiffusion coloniale se concrétise en 1930, lorsqu'André Mallarmé, secrétaire d’État aux PTT et député d'Alger, fortement encouragé par le Maréchal Lyautey, décide la création d'un nouveau poste radiophonique d’État à destination des 100 millions d’auditeurs de l'Empire colonial français. Ce poste doit utiliser le réseau des ondes courtes mis en place pour la TSF dans les colonies françaises depuis le début des années 1900 et qui devrait permettre de toucher tous les territoires de l'Empire. Une Fédération Nationale de la Radiodiffusion Coloniale est créée en mai 1930 et présidée par l'ambassadeur en retraite Alexandre-Robert Conty. Un Comité de la Radiodiffusion Coloniale auprès du ministère des Colonies, composé de dix-huit membres nommés pour 4 ans et présidé par Alcide Delmont, est mis en place par un arrêt du 12 juillet 1930. Pour diffuser ce nouveau poste, le gouvernement envisage d'abord l'installation d'un important site destiné aux émissions en ondes courtes, dont le projet est abandonné face au coût estimatif. Il en est de même, par manque d'espace, du projet du Comité de la Radiodiffusion Coloniale prévoyant un site d'émission installé sur le site de l'exposition coloniale internationale prévue à Paris en 1931. Finalement, le Conseil des ministres du 16 août 1930 adopte une solution intermédiaire qui limite les coûts d'installation de ce nouveau poste d’État à 1,5 million de francs en installant ses studios au sein de l'exposition coloniale, dont l'inauguration en mai 1931 coïncidera avec le démarrage de ses programmes, et en utilisant le site déjà existant de la station télégraphique de Pontoise (Seine-et-Oise) pour y construire l'émetteur ondes courtes. Les travaux de construction de ce dernier sont entrepris en septembre 1930 et confiés aux PTT qui sont propriétaires du site. Les bâtiments du centre émetteur de plusieurs centaines de mètres carrés sont achevés le 15 octobre et les trois pylônes de 100 m de haut formant les deux émetteurs de 12 kW sont montés en décembre 1930. Les PTT tirent un câble BF de 40 kilomètres pour acheminer la modulation entre Pontoise et les studios de l'exposition coloniale à la porte Dorée. Les premiers essais d'émission ont lieu le 30 avril 1931 et les PTT mettent alors le centre d'émission à la disposition de la Fédération Nationale de la Radiodiffusion Coloniale, chargée de l'exploitation et des programmes du nouveau poste.
Le 6 mai 1931 à 15 h, le Poste colonial est officiellement inauguré par le président de la République Gaston Doumergue le jour de l'ouverture de l'exposition coloniale internationale et débute sa première émission par ces mots : « Ici le Poste colonial de l'État français... ». Ses studios sont installés au sein même de l'exposition, dans la Cité des informations. Cette station de radiodiffusion en ondes courtes est destinée à l'Empire colonial français et ses émissions sont dirigées vers l'Amérique, l'Afrique et le Moyen-Orient/Indochine sur trois longueurs d'onde de 19,68 mètres, 25,20 mètres et 25,63 mètres. Durant l'été 1931 (plusieurs mois après le lancement), des journaux néo-calédoniens de Nouméa et des Antilles arrivent en métropole, datés du 7 mai 1931, relatant les principaux propos du discours inaugural de l'exposition, prononcé par le maréchal Lyautey et relayé en direct par le Poste colonial. C'est ainsi que naît la révolution de l'information, informer dans l'immédiat, toute la planète. Les ondes courtes en sont le premier vecteur.
Fin décembre, après la fermeture de l'exposition, les émissions sont maintenues et l'équipe du Poste colonial s'installe à l'Institut colonial, boulevard Haussmann à Paris. Julien Maigret, speaker très connu, lui-même ex-colonial revenu de quinze années passées en Afrique-Occidentale française, prend la direction des émissions avec lesquelles il entend affermir la présence française dans les colonies et contrecarrer la vitalité radiophonique du Royaume-Uni et de l'URSS, pays dès cette époque très actifs dans le domaine des ondes courtes.
En 1933, le ministre des PTT, Laurent Eynac, officialise la mission de cordon ombilical des ondes courtes, qui permettent de relier les Français disséminés de par le monde avec la patrie : « L'objectif [...] est d'utiliser les possibilités que donne la radiodiffusion pour relier à la mère patrie les nationaux diffusés sur les divers points du globe et ainsi, par la suppression virtuelle des distantes et du temps, les associer aux manifestations de l'activité métropolitaine sous toutes ses formes et dans tous les divers domaines ». Le 31 mai 1933, apparaît la redevance pour le droit d'usage des récepteurs radios, ainsi que la taxe sur les lampes de réception, qui financent la station.
Dans les années 1930, la radio devient un moyen de propagande. Conscient de ces enjeux, Georges Mandel, le nouveau ministre des PTT à partir de 1934, souhaite que le Poste colonial diffuse lui aussi vers les pays étrangers, car cet instrument de propagande du gouvernement français doit suivre le mouvement international de création de radios vers l'étranger : Radio Moscou a inauguré ses émissions vers l'étranger en octobre 1929, Radio Vatican a fait de même en février 1931, BBC Empire Service fonctionne depuis 1932, l'Allemagne nazie a lancé ses premières émissions en ondes courtes vers l'Europe et l'Amérique du Nord en 1933, ainsi que l'Italie. En décembre 1935, Mandel fait voter par le Parlement un projet de construction d'un centre d'émissions d'ondes courtes à Noyant-d'Allier près de Moulins, constitué de six émetteurs de 100 kW, avec une mise en service prévue pour août 1937. En juin 1936, le Front populaire arrive au pouvoir, et ne considère pas Le Poste colonial comme une priorité. Le nouveau ministre des PTT, Robert Jardillier, abandonne la construction du centre qu'il juge trop coûteuse (60 millions de francs), alors que le terrain choisi est déclaré inapte à accueillir un centre d'émission. Cette décision provoque la protestation des parlementaires et en janvier 1937, le gouvernement décide de procéder à la construction d'un nouveau centre émetteur ondes courtes aux Essarts-le-Roi (Seine-et-Oise) afin de remplacer l'émetteur de Pontoise. Le 23 mars 1938, l'émetteur de 25 kW des Essarts-le-Roi est inauguré. Le Poste colonial est alors renommé Paris-Ondes courtes, puis une semaine plus tard Paris-Mondial.

## Identité sonore et visuelle

### Indicatif
L'indicatif sonore du Poste colonial est le chant du coq, animal symbole de la France.

### Logos
Le Poste colonial utilise différentes vues de l'Exposition coloniale internationale de 1931 pour assurer sa promotion. Son logo le plus courant montre le pavillon de la Côte française des Somalis avec un cartel en losange dans lequel est inscrit le nom du poste, sa bande de diffusion et sa date de fondation. Une autre version montre la Cité des informations.

Logo du Poste colonial du 6 mai 1931 au 22 mars 1938.

## Organisation

### Dirigeants
Président
- Alexandre-Robert Conty

Directeur
- Julien Maigret : décembre 1931 - 22 mars 1938

Comme pour tous les postes d’État, le Poste colonial est confié à une association gestionnaire, la Fédération nationale de la radiodiffusion coloniale, qui rend compte directement au Service de la radiodiffusion du ministère des PTT.

### Mission

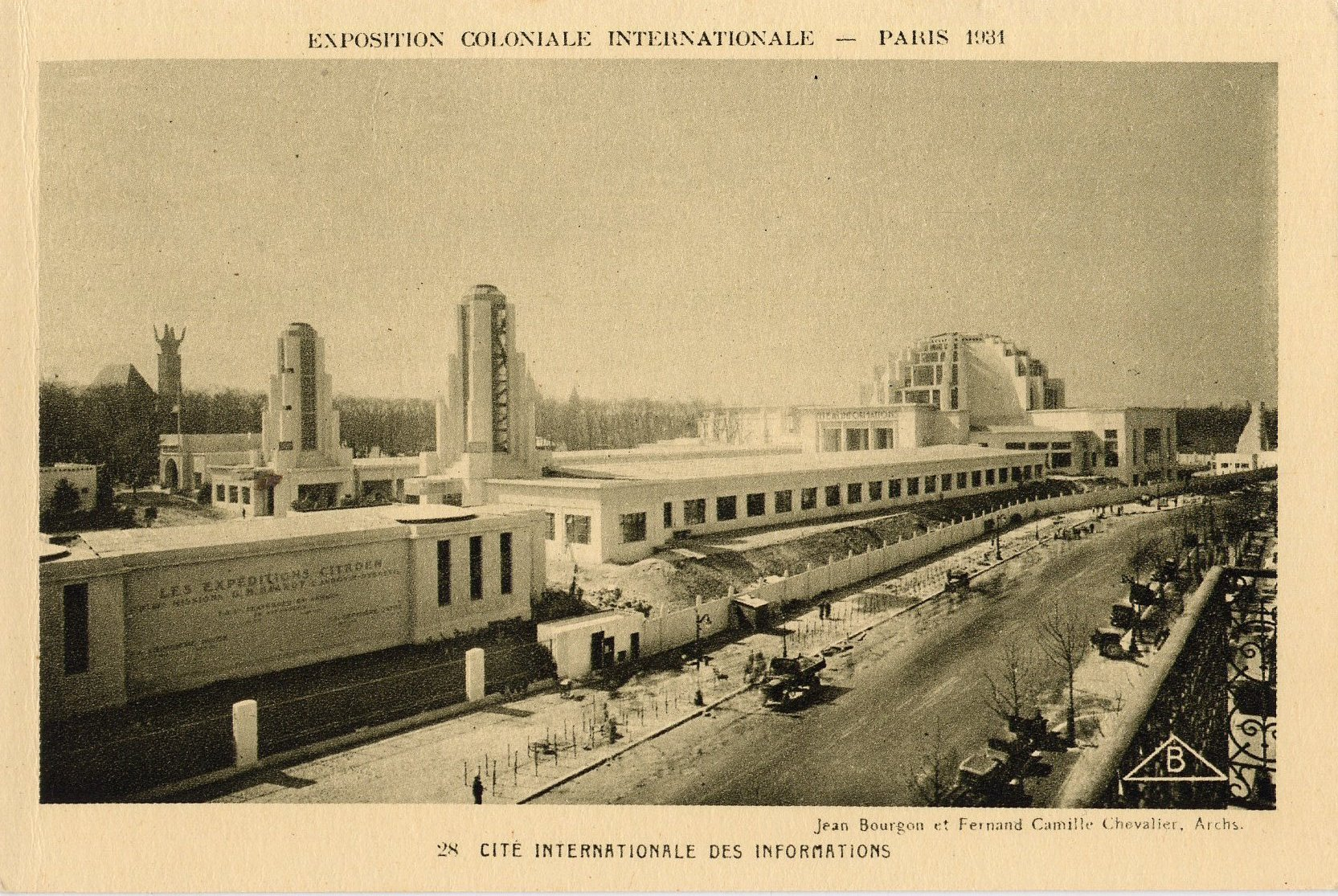
La Cité des Informations.

La mission dévolue au Poste colonial est de transmettre des informations de la métropole aux colons et de répandre la culture française à travers le monde.

### Sièges
Le siège et les studios du Poste colonial sont installés dans la Cité des informations de l'exposition coloniale internationale qui comprend un grand hall de commodités regroupant la Poste, les billetteries maritimes et ferroviaires, une librairie, la radiophonie et la presse française, coloniale et étrangère.
Après la fermeture de l'exposition coloniale le 15 novembre 1931, Le Poste colonial installe ses studios à l'Institut colonial au 98 bis, boulevard Haussmann à Paris, fin décembre 1931.

## Programmes
Le Poste colonial émet d'abord 11 heures par jour en français des programmes destinés aux colons français expatriés en Asie, Afrique et Amérique du Sud. Les premiers programmes diffusés sont les cours de la bourse et des programmes culturels de Radio PTT comme des pièces de théâtre.
La durée quotidienne d'émission est étendue à 20 heures (de 13 h à 9 h) à partir de 1932 et le Poste colonial diffuse alors principalement de la musique, retransmet des concerts et des représentations théâtrales. En effet, le Poste colonial possède un orchestre de 40 musiciens dirigé par Henri Tomasi et une troupe de théâtre qui animent tous deux l'antenne de manière hebdomadaire. Julien Maigret nomme un jeune comédien du théâtre de l'Odéon, Louis Seigner, pour diriger la troupe du Poste colonial, réunissant une vingtaine d'acteurs. Cette troupe diffuse une œuvre dramatique chaque semaine pour que le répertoire français parvienne aux colonies. Au double plan musical et théâtral, le répertoire du Poste colonial est en tous points comparable à celui des orchestres et troupes entendus dans la métropole (de Mozart à Richard Wagner et Claude Debussy, de Molière à Racine et Edmond Rostand), à telle enseigne que, lorsque s’inscrit bientôt, en 1932, le système des émissions dites fédérales, le Poste colonial contribue à l’alimenter, ce qui assoit sa réputation en métropole et concourt à la notoriété des participants à ces émissions artistiques. Le Journal Parlé tient informé le vaste auditoire du Poste colonial de ce qui fait l'actualité en métropole. Il est rédigé par les journalistes, sous les ordres du chef de l'information, au fur et à mesure que les dépêches des agences de presse leur parviennent, mais c'est aux speakers, et non aux journalistes que revient la responsabilité de lire les informations devant
le micro. Julien Maigret décide de diffuser, chaque jour et selon les fuseaux horaires concernés, de brèves informations en espagnol et en anglais, traduites des informations en français. Celles en espagnol sont traduites par un jeune médecin, Jaramillo. D'un poste s'adressant uniquement aux colonies françaises, le Poste colonial s'internationalise peu à peu.
En octobre 1935, le Poste colonial émet 24 heures sur 24 et, dans l'esprit du rapport Mandel, un service d'émissions spécialement destinées à l'étranger se structure progressivement de 1935 à 1938 avec l'ajout d'émissions en arabe à destination des colonies françaises du Grand Liban, de la Syrie et du Maghreb, ainsi qu'en portugais pour toucher toute l'Amérique du Sud, mais surtout en allemand et italien afin de contrer la propagande de ces deux pays. L'auditoire s'élargit. La guerre d'Espagne a pour conséquence l'augmentation de la diffusion de nouvelles en espagnol à partir d'avril 1937. À mesure que s'étoffent les services en langues étrangères, les sections recrutent des speakers et journalistes parmi les réfugiés politiques européens fuyant les exactions fascistes allemandes et italiennes.

## Diffusion
Le site d'émission du Poste colonial, installé à Pontoise (Seine-et-Oise), comporte deux émetteurs ondes courtes de 12 kW reliés à une paire d'antennes en rideaux du type Chirex-Mesny, dont l'installation technique a été supervisée par le général Ferrié. Les deux émetteurs diffusent sur trois longueurs d’onde de 19,68 mètres, 25,20 mètres et 25,63 mètres à destination du Moyen-Orient et de l'Indochine française, de l'Afrique et des Amériques afin de couvrir tout l'Empire colonial français.
En 1936, le site s'enrichit d'un émetteur ondes courtes de 50 kW construit par la Compagnie française pour l'exploitation des procédés Thomson-Houston (CFTH), qui remplace un des deux émetteurs de 12 kW.